# Punti notevoli di un triangolo
In geometria i punti notevoli di un triangolo sono punti del piano che sono "al centro" di un triangolo secondo certi criteri ben definibili, in analogia al centro del cerchio. Esempi ben noti agli antichi greci sono il baricentro, il circocentro, l'incentro e l'ortocentro del triangolo, che possono essere ottenuti con semplici costruzioni. Ognuno di loro ha la proprietà di essere invariante, nel senso di occupare sempre la stessa posizione (relativa ai vertici) nelle operazioni di rotazione, riflessione e omotetia. Questa invarianza è necessaria per ogni punto che possa essere considerato come centro o punto notevole del triangolo. Sono, ad esempio, esclusi punti ben noti, come i punti di Brocard, dal nome Henry Brocard (1845-1922), che non sono invarianti per la riflessione.
I punti notevoli sono particolarmente importanti perché permettono di definire caratteristiche importanti dei relativi triangoli.
In un triangolo isoscele i punti notevoli appartengono tutti ad un'unica retta che è l'asse relativo alla base.

## Storia
I greci avevano scoperto i classici punti notevoli del triangolo ma non ne avevano dato una definizione. In seguito diversi altri punti notevoli associati ai triangoli furono scoperti, quali il punto di Fermat, il cerchio dei nove punti, il punto di Gergonne e il punto di Feuerbach. Con il rinnovato interesse sulla geometria del triangolo negli anni intorno al 1980 si prestò attenzione alle proprietà che questi punti possedevano e che hanno consentito di darne una definizione formale come punto notevole o centro del triangolo. Nell'aprile del 2016 l'Encyclopedia of Triangle Centers curata da Clark Kimberling conteneva oltre 10.000 punti d'interesse di un triangolo.

## I punti notevoli più noti

Un triangolo e alcuni punti notevoli: centroide (S), circocentro (U), ortocentro (H)

I cinque punti notevoli del triangolo più noti sono:
- L'ortocentro, ottenuto dall'incrocio delle altezze. È interno nei triangoli acutangoli, esterno nei triangoli ottusangoli e coincide col vertice dell'angolo retto nei triangoli rettangoli.
- L'incentro, ottenuto dall'incrocio delle bisettrici. È sempre interno. È un punto equidistante da tutti i lati ed è il centro del cerchio inscritto.
- Il baricentro, ottenuto dall'incrocio delle mediane. È il punto d'equilibrio della figura e per questo è sempre interno.
- Il circocentro, ottenuto dall'incrocio degli assi. È equidistante dai vertici ed è il centro del cerchio circoscritto.
- L'excentro, punto di intersezione delle bisettrici di due angoli esterni e della bisettrice dell'angolo interno non adiacente ad essi. Ogni triangolo ha tre excentri, che sono i centri delle tre circonferenze exinscritte o exscritte, cioè tangenti ad un lato del triangolo ed ai prolungamenti degli altri due.

La bisettrice è una semiretta che divide l'angolo in 2 parti congruenti. La mediana è un segmento che congiunge il vertice al punto medio del lato opposto. L'asse di un segmento è la perpendicolare al segmento che passa per il punto medio di quest'ultimo. L'altezza è la perpendicolare che parte da un vertice e arriva sul lato opposto o sul suo prolungamento.

## Altri punti notevoli

Un triangolo scaleno e alcuni dei suoi numerosi centri. In blu la retta di Eulero

Ci sono molti altri punti notevoli. Definiamo concisamente alcuni di questi punti riferendoci a un triangolo {\displaystyle T} i cui vertici denotiamo con {\displaystyle A,B} e {\displaystyle C} e i cui lati opposti denotiamo rispettivamente con {\displaystyle a,b} e {\displaystyle c.}
- Punto di Bevan di {\displaystyle T} è il circocentro del triangolo excentrale di {\displaystyle T.}
- Punto di Apollonio di {\displaystyle T} è l'intersezione dei tre segmenti che rispettivamente uniscono un vertice {\displaystyle A} di {\displaystyle T} con il punto nel quale l'excerchio di {\displaystyle T} opposto ad {\displaystyle A} è tangente al cerchio tangente ai tre excerchi di {\displaystyle T.}
- Punto di Gergonne di {\displaystyle T} è l'intersezione dei tre segmenti che rispettivamente uniscono un vertice {\displaystyle A} di {\displaystyle T} con il punto nel quale il lato di {\displaystyle T} opposto ad {\displaystyle A} è tangente dell'incerchio di {\displaystyle T.}
- Punto di Nagel di {\displaystyle T} è l'intersezione dei tre segmenti ciascuno dei quali unisce un vertice di {\displaystyle T} con il punto nel quale il suo lato opposto è tangente del corrispondente excerchio.
- Punto di Fermat di {\displaystyle T} è l'intersezione dei tre segmenti ciascuno dei quali unisce un vertice {\displaystyle A} di {\displaystyle T} con il vertice non appartenente a {\displaystyle T} del triangolo equilatero uno dei cui lati è il lato {\displaystyle a} opposto ad A ed esterno a {\displaystyle T.}
- Punto di Lemoine di {\displaystyle T} è l'intersezione delle sue tre simmediane.
- Punto di Napoleone di {\displaystyle T} è l'intersezione dei tre segmenti che collegano ognuno un suo vertice {\displaystyle A} con il centro del triangolo equilatero costruito, esternamente a {\displaystyle T,} sul lato {\displaystyle a} opposto ad {\displaystyle A.}
- Centro dei nove punti di {\displaystyle T} è il centro del cosiddetto cerchio dei nove punti (o cerchio di Feuerbach) di {\displaystyle T;} questi nove punti comprendono i tre punti medi dei lati di {\displaystyle T,} i tre piedi delle altezze di {\displaystyle T,} i punti medi dei tre segmenti ciascuno dei quali unisce un vertice di {\displaystyle T} con l'ortocentro di {\displaystyle T.}
- Punto pedale di {\displaystyle T} è l'intersezione di ciascuna delle tre rette perpendicolari ai lati di {\displaystyle T.}
- Punto ceviano di {\displaystyle T} è l'intersezione di tre rette ceviane.